# Дусупов, Умбет
Умбет Дусупов (каз. Үмбет Дүсіпов; 1881 год Берсиевский сельсовет, Уилский район, Актюбинская область — ?) — старший табунщик колхоза «Соргуль» Уилского района Актюбинской области, Казахская ССР. Герой Социалистического Труда (1948).

## Биография
Дусупов Умбет родился в 1881 году в Берсиевском сельском совете (бывший Куроактинский аулсовет) Уилского района Актюбинской области Казахской ССР в семье крестьянина-бедняка. Казах по национальности.
С 1930 года, с момента организации Товарищества по обработке земли (Тоз), Дусупов стал его членом и работал на равных с другими.
В 1934 году, после преобразования Тоза в колхоз "Сорколь", продолжил работу там, а затем после переименования в колхозе "XXX лет Казахстана", где трудился старшим табунщиком вплоть до выхода на пенсию в 1952 году.
В 1947 году при табунном содержании вырастил 58 жеребят от 58 кобыл.
В 1950 году участвовал в районной сельскохозяйственной выставке, где был награжден дипломом I степени.
В 1952 году по состоянию здоровья вышел на пенсию. Дальнейшая информация о его жизни неизвестна.

## Награды
Указом Президиума Верховного Совета СССР от 23 июля 1948 года «за получение высокой продуктивности животноводства в 1947 году» удостоен звания Героя Социалистического Труда с вручением ордена Ленина и золотой медали «Серп и Молот».